# Drassodella amatola
Espèce
Drassodella amatola est une espèce d'araignées aranéomorphes de la famille des Gallieniellidae.

## Distribution
Cette espèce est endémique du Cap-Oriental en Afrique du Sud,. Elle se rencontre vers Hogsback dans les monts Amatola.

## Description
La femelle holotype mesure 6,52 mm et le mâle paratype 6,48 mm, les mâles mesurent de 6,32 à 6,68 mm et les femelles de 6,22 à 7,36 mm.

## Étymologie
Son nom d'espèce lui a été donné en référence au lieu de sa découverte, les monts Amatola.

## Publication originale
- Mbo & Haddad, 2019 : A revision of the endemic South African long-jawed ground spider genus Drassodella Hewitt, 1916 (Araneae: Gallieniellidae). Zootaxa, no 4582(1), p. 1-62.